# Bugaj (Szamotuły)
Pour les articles homonymes, voir Bugaj.
Bugaj (prononciation : [ˈbuɡai̯]) est une localité forestière polonaise du village d'Obrowo de la gmina d'Obrzycko dans le powiat de Szamotuły de la voïvodie de Grande-Pologne dans le centre-ouest de la Pologne.
La localité possédait une population de 3 habitants en 2012.

## Histoire
De 1975 à 1998, la localité faisait partie du territoire de la voïvodie de Poznań.

Depuis 1999, Bugaj est situé dans la voïvodie de Grande-Pologne.